# Torre Orsaia
Torre Orsaia község (comune) Olaszország Campania régiójában, Salerno megyében.

## Fekvése
A megye déli részén fekszik. Határai: Caselle in Pittari, Morigerati, Roccagloriosa, Rofrano, San Giovanni a Piro és Santa Marina.

## Története
Első említése a 11. századból származik. A következő századokban nemesi birtok volt. A 19. században nyerte el önállóságát, amikor a Nápolyi Királyságban felszámolták a feudalizmust.

## Népessége
A népesség számának alakulása:

## Főbb látnivalói
- Palazzo Mariosa
- Palazzo Pecorelli